# ジェイムズ・スピード

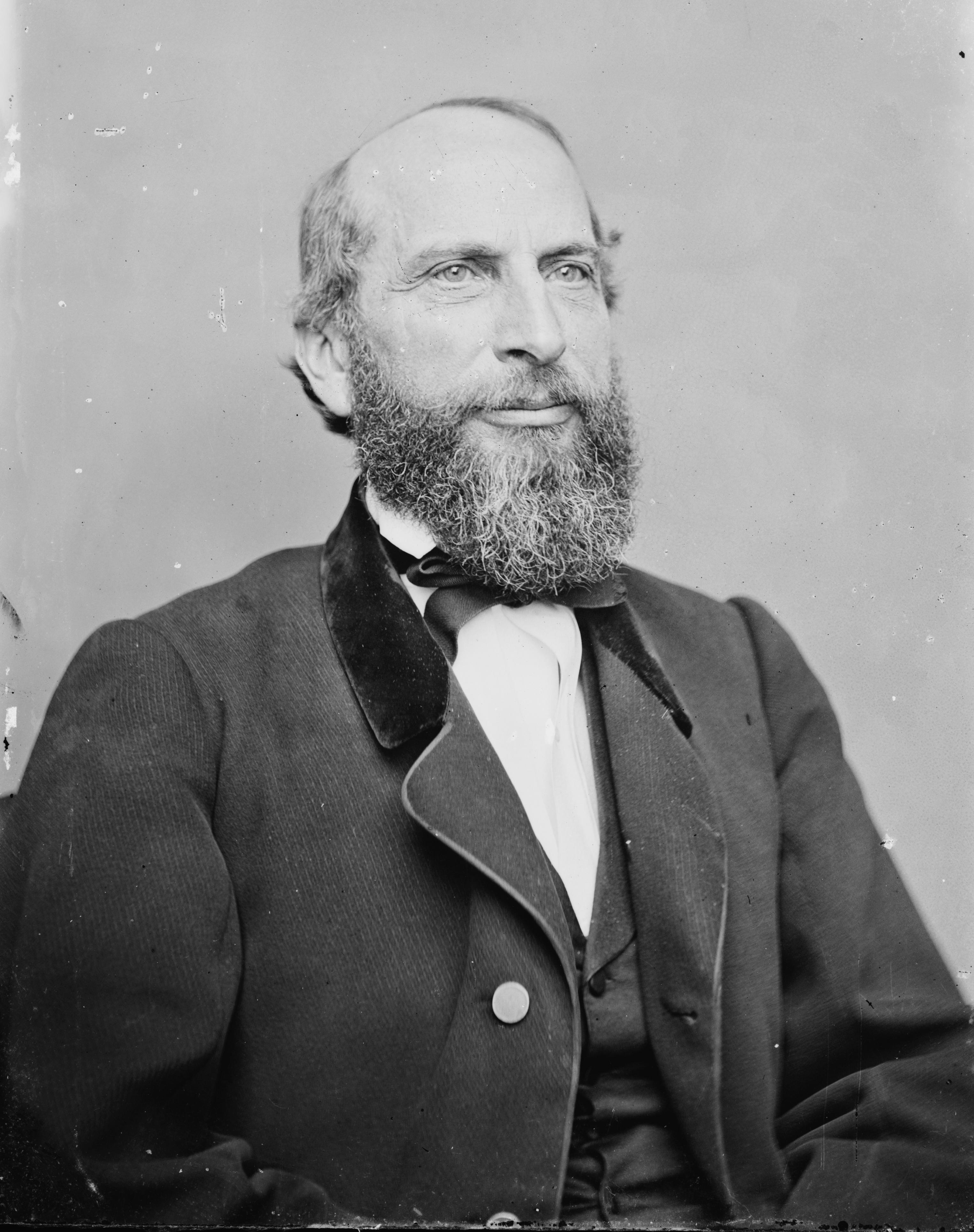
ジェイムズ・スピード

ジェイムズ・スピード（James Speed, 1812年3月11日 - 1887年6月25日）は、アメリカ合衆国の法律家、政治家。エイブラハム・リンカーン大統領およびアンドリュー・ジョンソン大統領の下で、1864年から1866年まで第27代アメリカ合衆国司法長官を務めた。

## 生い立ちと初期の経歴
ジェイムズ・スピードは1812年3月11日にケンタッキー州ジェファーソン郡において誕生した。スピードはケンタッキー州のセントジョセフ大学を卒業し、トランシルヴァニア大学で法律を学んだ。1833年、スピードはルイビルにおいて弁護士として認可を受けた。
1856年、スピードはルイビル大学法学部で教授となった。スピードは1858年に教授職を一度退いたが、1872年に復帰し、最終的に1879年まで教鞭をとった。

## 政治活動

### ケンタッキー州での活動と南北戦争
1847年、スピードはケンタッキー州下院議員に選出された。スピードは1849年までホイッグ党に所属し、奴隷制への反対を訴え続けた。1849年のケンタッキー州憲法制定会議に際しては代議員候補として名前が挙げられたが、奴隷に対する平等の権利を主張したことが反感を買い、落選した。1851年から1854年まではルイビル市議会議員を務め、最後の2年間は議長も務めた。
南北戦争の危機が増大すると、スピードは北部を支持し、ケンタッキー州は連邦に留まるべきと主張した。スピードはまた、ルイビル市民軍で臨時指揮官となり、北軍に協力した。1861年、スピードはケンタッキー州上院議員に選出された。スピードは北部支持の議員の中でも指導的役割を果たした。1862年、スピードは南部支援者に対する財産没収の法案をケンタッキー州議会に提起した。

### リンカーン政権とジョンソン政権
1864年12月2日、エイブラハム・リンカーン大統領はスピードをアメリカ合衆国司法長官に任命した。スピードはリンカーン大統領が暗殺された後も続くアンドリュー・ジョンソン政権で司法長官として残り、1866年7月22日まで務めた。
リンカーン大統領暗殺後、スピードは共和党の中でも急進派の流れに加わった。同時にスピードは、黒人に対する参政権の付与を容認する主張を行った。スピードはジョンソン大統領の保守政策に幻滅し、1866年7月に司法長官を辞任した。スピードはその後、弁護士業を再開した。

## 晩年
スピードの急進的な政策方針は、ケンタッキー州の人々から不評を買った。スピードは1867年末に州上院議員に立候補したが、敗北した。1868年、スピードは共和党の副大統領候補に立候補したが、スカイラー・コルファクスに敗れた。
1866年、スピードはフィラデルフィアの「ロイヤリスト会議」に参加し、議長を務めた。スピードは1870年にケンタッキー州第5選挙区から連邦下院議員に立候補したが、敗北した。1872年、スピードは共和党全国大会にケンタッキー州代表として参加した。
スピードは1887年6月25日にケンタッキー州ルイビルで死去した。スピードの遺体はルイビル市内のケイヴヒル墓地に埋葬された。

## 家族
ジェイムズ・スピードの父親は判事ジョン・スピード（John Speed、1772 - 1840）、母親は2番目の妻ルーシー・ギルマー・フライ （Lucy Gilmer Fry、1788 - 1874）であった。
スピードは1840年4月23日にペンシルベニア州出身のジェイン・コクラン（Jane Cochran、1815 - 1886）と結婚した。2人の間には以下の子供が生まれた。
1. ジョン・スピード（John Speed、1842 - 1920）
2. ヘンリー・ピートル・スピード（Henry Pirtle Speed、1845 - ????）
3. チャールズ・スピード（Charles Speed、1848 - 1935）
4. ブレッキンリッジ・スピード（Breckinridge Speed、1850 - ????）
5. ジェイムズ・スピード（James Speed、1851 - 1925）
6. エドワード・S・スピード（Edward S. Speed、1854 - ????）
7. ジョシュア・F・スピード（Joshua F. Speed、1856 - 1938）